# Français d'Afrique
- Pays d'Afrique généralement considérés comme francophones.

La population de ces 34 pays et deux îles françaises[1],[2], sur les 55 que compte l'Afrique (soit la moitié), s'élève à 442 millions d'habitants en 2020 sur les 1,3 milliard d'Africains (soit 33,0 % de la population africaine)[3] et devrait atteindre entre 845 et 891 millions d'habitants en 2050 (soit 34,0 % à 34,8 % de la population africaine) d'après les projections de population[4],[5]

Pays d'Afrique généralement considérés comme francophones.
La population de ces 34 pays et deux îles françaises,, sur les 55 que compte l'Afrique (soit la moitié), s'élève à 442 millions d'habitants en 2020 sur les 1,3 milliard d'Africains (soit 33,0 % de la population africaine) et devrait atteindre entre 845 et 891 millions d'habitants en 2050 (soit 34,0 % à 34,8 % de la population africaine) d'après les projections de population,
Pays ou régions parfois considérés comme francophones.
Pays non francophones mais ayant rejoint l'OIF.

Le français d'Afrique regroupe toutes les variantes langagières, les accents et le vocabulaire emprunté, construit et créé au sein de ou à partir de la langue française sur l'ensemble du continent africain, du Maroc aux îles de l'océan Indien et d'Égypte jusqu'en Afrique du Sud. Il est surtout utilisé en Afrique francophone.
En 2025, une estimation portait à 320 millions le nombre de francophones africains ; chiffre en forte augmentation (150 millions en 2008 et 320 millions en 2025).
Selon une étude de l'Organisation Internationale de la francophonie (OIF), l'Afrique regroupera en 2050 environ 85 % des francophones du monde, sur 715 millions de locuteurs, à condition que la scolarisation continue de progresser sur le continent, et que le français y demeure une langue enseignée

## Pays francophones
La liste ci-dessous recense les 21 États africains ainsi que les deux îles françaises (La Réunion et Mayotte) ayant le français comme langue officielle unique ou co-officielle :
| Pays                      | Population (est. 2016) | Francophones (est. 2016) | %    | Pages Vues Tous Wikis (2013) | Pages Vues Wiki FR (2013) | %    | Rang Wiki FR (2013) |
| ------------------------- | ---------------------- | ------------------------ | ---- | ---------------------------- | ------------------------- | ---- | ------------------- |
| Congo (RDC)               | 79 723 000             | 37 175 000               | 47 % | 5 733 000                    | 4 514 000                 | 79 % | 1                   |
| Madagascar                | 24 916 000             | 4 983 000                | 20 % | 14 788 000                   | 12 209 000                | 83 % | 1                   |
| Cameroun                  | 23 924 000             | 9 546 000                | 40 % | 17 305 000                   | 12 038 000                | 70 % | 1                   |
| Côte d'Ivoire             | 23 254 000             | 7 881 000                | 34 % | 28 872 000                   | 24 185 000                | 84 % | 1                   |
| Niger                     | 20 715 000             | 2 631 000                | 13 % | 2 080 000                    | 1 677 000                 | 81 % | 1                   |
| Burkina Faso              | 18 634 000             | 4 124 000                | 22 % | 5 384 000                    | 4 496 000                 | 84 % | 1                   |
| Mali                      | 18 135 000             | 3 061 000                | 17 % | 5 446 000                    | 4 441 000                 | 82 % | 1                   |
| Sénégal                   | 15 589 000             | 4 521 000                | 29 % | 32 076 000                   | 24 539 000                | 77 % | 1                   |
| Tchad                     | 14 497 000             | 1 827 000                | 13 % | 281 000                      | 174 000                   | 62 % | 1                   |
| Guinée                    | 12 947 000             | 3 118 000                | 24 % | 1 289 000                    | 963 000                   | 75 % | 1                   |
| Rwanda                    | 11 883 000             | 669 000                  | 6 %  | 6 674 000                    | 1 185 000                 | 18 % | 2                   |
| Burundi                   | 11 553 000             | 959 000                  | 8 %  | 1 716 000                    | 1 131 000                 | 66 % | 1                   |
| Bénin                     | 11 167 000             | 3 950 000                | 35 % | 5 260 000                    | 4 110 000                 | 78 % | 1                   |
| Togo                      | 7 497 000              | 2 914 000                | 39 % | 3 760 000                    | 2 808 000                 | 75 % | 1                   |
| République centrafricaine | 4 998 000              | 1 467 000                | 29 % | 245 000                      | 204 000                   | 83 % | 1                   |
| Congo (RC)                | 4 741 000              | 2 758 000                | 58 % | 1 706 000                    | 1 366 000                 | 80 % | 1                   |
| Gabon                     | 1 763 000              | 1 077 000                | 61 % | 5 270 000                    | 4 160 000                 | 79 % | 1                   |
| Djibouti                  | 900 000                | 450 000                  | 50 % | 8 428 000                    | 2 077 000                 | 25 % | 2                   |
| Guinée équatoriale        | 870 000                | 251 000                  | 29 % | 888 000                      | 225 000                   | 25 % | 2                   |
| La Réunion                | 867 000                | 763 000                  | 88 % | 43 078 000                   | 38 714 000                | 90 % | 1                   |
| Comores                   | 807 000                | 205 000                  | 25 % | 495 000                      | 409 000                   | 83 % | 1                   |
| Mayotte                   | 246 000                | 155 000                  | 63 % | ?                            | ?                         | ?    | ?                   |
| Seychelles                | 97 000                 | 51 000                   | 53 % | 2 331 000                    | 89 000                    | 4 %  | 2                   |
| Total                     | 309 723 000            | 94 536 000               | 31 % | 193 105 000                  | 145 714 000               | 75 % | 1                   |

À ceux-ci s'ajoutent les régions et pays où la pratique du français est répandue, sans bénéficier d'un statut officiel ou national (par exemple l'Algérie, le Nigéria, le Ghana ou encore Sao Tomé-et-Principe)

## Francophonie africaine par pays

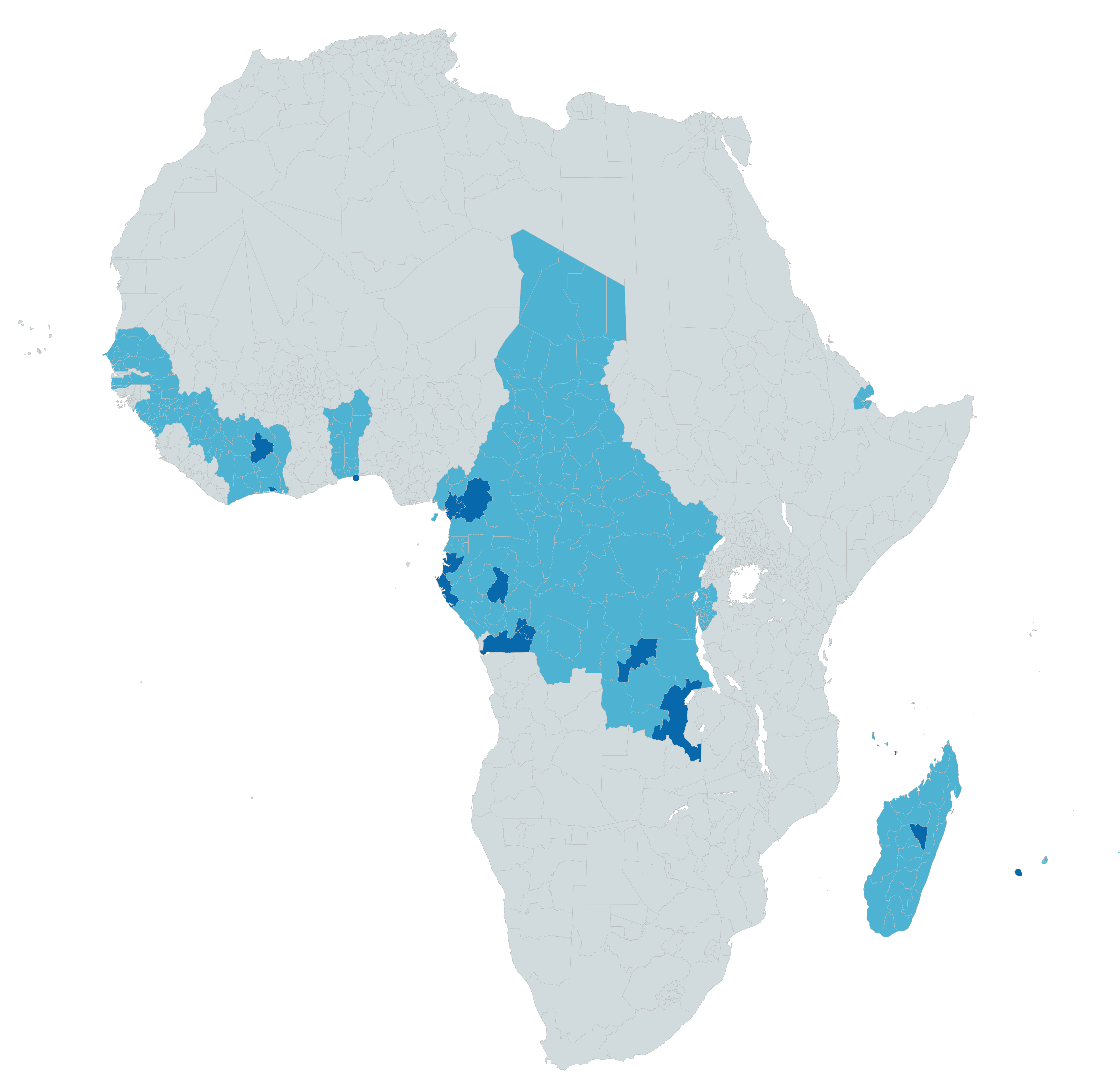
Français parlé (bleu clair) et natif (bleu foncé) en Afrique.

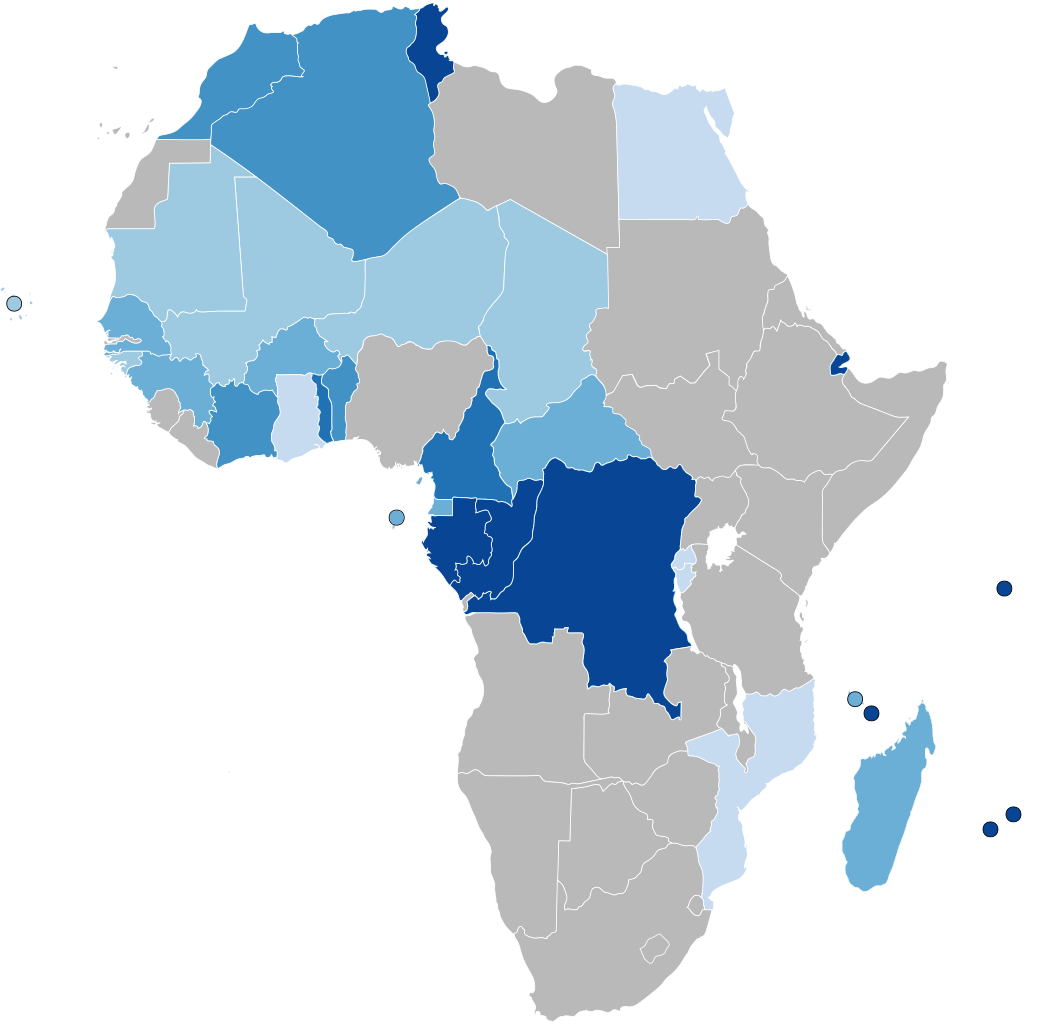
Pourcentage de locuteurs francophones par pays africain selon l'OIF en 2018 :
0-10 %
11-20 %
21-30 %
31-40 %
41-50 %
>50 %

Qu'il soit langue natale, langue officielle ou seconde langue, le français a un impact profond dans le quotidien de dizaines de millions de locuteurs africains, principalement en Afrique du Nord (Maghreb et Machrek), en Afrique de l'Ouest, en Afrique centrale et dans l'océan indien, mais aussi dans une moindre mesure en Afrique de l'Est.
Il n'est pas rare de rencontrer des mots français dans un énoncé dans une des nombreuses langues africaines. Parfois même cela se ressent dans la structure des phrases et dans celui du raisonnement. Ce phénomène est dû à l'abondance des interférences qui se manifestent sous diverses formes : transferts, analogies ou calques entre les langues africaines et le français. Les langues africaines les plus perméables aux emprunts sont assurément celles utilisées couramment par un grand nombre de personnes et les langues véhiculaires comme le bambara ou le wolof.
On compte quatre grandes « familles » de français africains parlés :
- le français maghrébin
- le français d'Afrique de l'Ouest et centrale
- le français de Djibouti, dans la corne de l'Afrique
- le français créole de l'océan Indien (Maurice, La Réunion, Les Seychelles, Mayotte...)

Ainsi, la chercheuse Angèle Bassolé-Ouedraogo écrit, sur l'évolution du français en Afrique sub-saharienne (2007) :

« En Afrique urbaine francophone, à côté du français dit standard, se développe un autre type de français qui, au départ perceptible au sein des classes sociales marginales, s’étend à présent aux élites. Cette langue dite FPA (Français populaire africain) est pratiquée dans les capitales africaines comme Abidjan, Dakar, Cotonou, Lomé  ou Ouagadougou. La particularité  de cette langue qui a  ses propres règles grammaticales et son lexique riche et varié  est de révéler l’esprit et le sens de créativité  de ses locuteurs. Cette langue FPA participe de ce fait au développement d’une diversité linguistique et culturelle propre à sa communauté de locuteurs qui s’étend d’un bout  à  l’autre de l’Afrique sub-saharienne francophone. Le français populaire africain est en train de s’imposer de plus en plus comme une deuxième langue que ne dédaignent pas utiliser les élites car à sa marginalisation des débuts, se substitue à présent un phénomène d’adoption qui lui  ôte son caractère de langue de ghetto et lui confère un certain statut social que n’ont pas les langues africaines. De plus en plus, ce sont ceux qui ne parlent pas cette langue qui se sentent exclus, à la marge. Le fait de pouvoir communiquer en FPA tend à devenir un symbole d’appartenance social très fort. »

Au début de son émergence, après les vagues d'indépendance des états sub-sahariens des années 1950 et 1960, la cohabitation du FPA avec le français officiel, ne fut pas nécessairement des plus pacifiques. Dans les lieux de savoir et d'administration, cette version parlée du français académique était tout simplement absente, car étant perçue comme une déformation du sens des mots. Les professeurs de français africains y voient encore un frein à la maîtrise du français « correct ». Cependant, au cours des années 1990 et 2000, l'expansion de ce vocabulaire francophone parallèle, jusque-là limitée principalement à la jeunesse estudiantine, s'étend aux adultes qui y perçoivent un signe de modernité, d'enrichissement syntaxique et une appropriation de toute circonstance du lexique francophone.
Ci-dessous sont détaillés les variantes parlées du français dans les pays réputés francophones en Afrique. C'est-à-dire ceux comptant le français comme langue maternelle, officielle ou ayant adhéré à l'OIF ou a un programme d'éducation en français à l'échelle nationale.

### Algérie
Le français en Algérie, sans être une langue officielle, est une langue de l'administration, de l'emploi et d'éducation.
Le français y représente la langue de travail dans plusieurs secteurs. Dans une étude menée dans la ville de Mostaganem en 2007, il a été montré que l’arabe et le français sont les deux langues de communication et de fonctionnement au sein de la banque. Le travail technique (comptabilité, analyse financière, gestion, etc.) se fait en français. Les documents, formulaires et fiches sont en arabe et en français.
Les pratiques du français au sein de la population algérienne sont différentes d'un milieu social à un autre.
On trouve :
- des emprunts directs, où l'unité lexicale ne subit aucune transformation, tels que : normal de..., surtout..., 'voiture (mots précédés ou suivis de phrases ou de mots en langue locale) ;
- des emprunts intégrés, où l'unité lexicale subit des transformations de prononciation (ex : gendarme, cinéma...) ;
- des alternances codiques : un usage alternatif d'une ou plusieurs langues en plus du français dans un énoncé (ex : berbère/français, français/arabe).

L'usage du français est encouragé par une forte présence médiatique. D'après certains chercheurs, les tirages des journaux francophones ne sont pas très différents de ceux de l'époque de l'Algérie française, ils connaissent donc une base solide de lecteurs. Les chaînes de télévision et de radio algériennes émettent également des programmes, films et débats quotidiens en français.

### Bénin
Le français est la seule langue officielle au Bénin.
En 2014, il était parlé quotidiennement par plus de 4 millions de béninois, soit près de 40 %. Le fongbe est l'autre langue véhiculaire nationale au Bénin et c'est tout naturellement que ces deux langues y interagissent, notamment par des ajouts ou remplacements lexicaux.
Peu de sources académiques existent sur les particularismes du français parlé au Bénin. Néanmoins, on peut affirmer avec confiance que le français mésolectal contient des termes dont le sens a été transformé au fil des ans, comme : « seconder » (« se mettre en ménage avec une seconde femme »), « doigter » (montrer le chemin), « rapport oral » (s'exprimer).
Depuis la fin des années 1980, on remarque des lacunes d'enseignement du français, notamment dans la formation des professeurs de français. Ainsi des problèmes de maitrise de la langue ou de vocabulaire sont notés chez plusieurs générations d'élèves.

### Burkina Faso
Le français parlé du Burkina diffère des autres formes parlées de français d'Afrique de l'Ouest en ce qu'il a interagi étroitement avec les langues locales que sont le mooré, le dioula et le fulfudé. Y compris dans sa forme syntaxique.
Une étude de 1994 sur l'interaction du français avec les autres langues locales burkinabè nous indique qu'il y a pris les trois formes véhiculaires habituelles : basilectale, mésolectale et acrolectale.
Le professeur Bakary Coulibaly, linguiste à l'université de Ouagadougou, écrit :

« Lorsqu'un Burkinabé cherche à parler français, il a tendance à donner à tous les mots et syllabes de la langue cible la forme qu'ils auraient prise dans la langue source. Il en résulte un certain nombre de phénomènes de type « métaplasme ». Ces phénomènes s'expliquent par la nécessité de conformer le mot français soit à la taille, soit à la structure du mot de la langue source. Dans ce contexte, les phonèmes subissent des changements « conditionnés » et non plus « spontanés » »

Dans le français basilectal du Burkina, on notera plusieurs techniques d'adaptation syntaxique :
Amuïssement ou création de syllabes transitoires.
- « clef à molette » prononcé : « [klemuleti] »
- « pomme de terre » : « [pomutere] »

Haplologies :
- « lame maîtresse » : « [lamatarasi] »

Agglutination :
- « garde à vue » : « [garadabu] »

Aphérèse :
- « apprenti » : « [párati] »
- « automobile » : « [mobiri] »

Apocope :
- « descente » : « [dêsa] »[Quoi ?]

Épenthèse :
- « place » : « [palaši] »
- « aspirine » : « [asipirini] »

Prosthèse :
- « sport » : « [esiporo] »
- « as » : « [yasi] »

Assimilation :
- Assimilation dite « progressive »
- « tasse » : « [tasa] »
- « lettre » : « [lêtêrê] »
- Assimilation dite « régressive »
- « tomate » : « [tamati] »
- « petit » : « [piti] »

Dissimilation
- « Dakar » : « [dakaru] »

En ce qui concerne le niveau mésolectal, plus courant dans les villes, on retrouve tous les courants détaillés ci-dessus, sans l'épithèse.
On remarque cependant l'apparition de lexèmes (cela peut être l'ajout d'une syllabe transitoire), par exemple :
- « véhicule » : « [verikil] »

ou encore
- « déjà » : « [deza] »

Ces modifications s'observent aussi bien chez les bilingues français-mooré que chez les locuteurs de jula.
Au niveau de la construction grammaticale, l'influence de ces langues sur le français parlé a produit des phrases sans article :
- « Côte-d'Ivoire, c'est loin ».
- « Vous ne passez plus matin nous voir ».
- « Camion là, il est gâté ».

Lorsque la phrase comporte un ou plusieurs articles, on peut entendre des cas de proclise (réduction en un seul mot) :
- « [dutê] » pour « du thé »
- « [lata] » pour « le temps »

etc.
Concernant l'usage du singulier et du pluriel, certaines langues africaines ne possèdent pas de « pluriel interne » ou de « pluriel externe », comme en français, mais plutôt une seule variété de pluriel. Une telle différence entraîne parfois des fautes orales comme : « un ciseau », « une lunette », « une funéraille » etc.
En addition du français dit international, ou acrolectal, enseigné et également parlé au Burkina Faso, on y observe donc une pidginisation non reconnue, comparable à celle que connait l'anglais dans certains pays comme le Nigéria ou l'Afrique du Sud.

### Burundi
Après l'indépendance du Burundi (de la Belgique) en 1962, le pays est resté officiellement francophone. Néanmoins, le pays a connu plusieurs sursauts socio-politiques qui ont profondément marqué l'usage du français et sa variété dans le pays.
La langue française y est principalement influencée par le kirundi, langue véhiculaire majoritaire avant le français. Elle y est notamment utilisée dans des situations formelles, professionnelles, d'échanges internationaux ou/et d'apprentissage, mais également en moindre mesure dans l'environnement familial. C'est sous cette dernière forme qu'elle a adopté le plus de particularisme locaux ; on trouve ainsi le lexique suivant :
- Politique : buyoyisme, 'sussuruker...
- Social : ethniser, ethniciser (utilisés sans distinction terminologique). Les termes patron !, professeur !, malachite, mangue mûre et combien combien désignent a priori des niveaux d'éducation et de maîtrise du français.
- Nombres : septante et soixante-dix sont utilisés pareillement.

### Cameroun
Le linguiste Gervais Mendo Ze divise le français camerounais en cinq variantes régionales : bamiléké, anglophone, béti, nordiste et ɓasaa .

#### Lexique
Sur le plan linguistique, les mutations de la société camerounaise se retrouvent aussi au niveau lexical. Grâce aux procédés de composition, de dérivation, d’emprunt et de calque, les Camerounais créent et recréent de nouvelles propositions lexicales qui sont en rupture avec les conventions et deviennent novatrices, voire créatrices de néologismes. Ces nouvelles acceptions dénotées sont dans certains cas le résultat de la transgression de règles ainsi que la manifestation d’une rénovation du lexique et de la structure sociale de référence (la société camerounaise dans son ensemble).
Parmi des exemples lexicaux typiquement camerounais, on dénombre : « absenter », « achu », « aide-chauffeur », « ahidjoïsme », « aide-maman », « alpaga », « ambiancer », « anustocrate », « assia », « bâcher », « bally bally », « balock », « bambè », « baramine », « barrer », « beau-regard », « beignetariat », « benskineur », « boivement », « bôlè », « bougna », « bouteiller », « budgetivore », « cadauter », « clando », « commot », « éperviable », « fafiot », « famla », « faroter », « fala », « gari », « gombotiser », « griot », « grumier », « jambo », « kalaba », « laàkam » (ou « laakam »), « lololisé », « long-long », « long yeux », « mafo », « magne », « maintenancier », « makalapati », « mallam », « mange-mille », « mapan », « marabouter », « mbenguiste », « mbindi », « mboma », « minayou », « ministricule », « miniyinga », « misérer », « monocratie », « morguier », « nayor », « ndock », « ndombolisé », « ngata », « nguémé », « nyama », « nyango », « opep », « tâcleur », « tagne », « têtument », « tontine », « tuyauriste », « ventriste », « ventrocrate », « waka », « wolowoss », « womô ! ».

#### Phonétique et phonologie
Consonne
- Le r apical [ɾ] remplace le r guttural [ʁ].
- Le r à la fin d'une syllabe est élidé ainsi que la voyelle précédente.
- Une consomme qui précède le son [o] et [ɔ] est labialisée et allongée.

Voyelle
- La fermeture du o ouvert [ɔ] en o fermé [o] en finale de syllabe terminées par les consonnes /ʃ, s, v, f, d, t, n/.
- L’ouverture du o fermé en o ouvert dans une syllabe ouverte (qui se termine par une voyelle) suivie d’un schwa ou d'un e caduc.
- la fermeture du [ɛ] en [e] dans une syllabe ouverte.
- la fermeture du [œ] en [ø] en position finale ou en position médiane de mot.
- la dénasalisation vocalique partielle des voyelles nasales ([̃ɛ], [̃œ], [õ], [ɑ̃]).
- l’insertion ou le maintien du schwa en position finale de mot ou en position médiane de mot entre deux consonnes.

Prosodie
- l’usage d’accents lexicaux, accompagnés de modulations mélodiques montantes-descendantes ou descendantes-montantes sur une voyelle donnée, phénomène qui vient de l’influence des langues à tons,
- les contrastes de hauteurs entre syllabes accentuées et syllabes non accentuées, qui créent une mélodie très syncopée où la voix monte et descend d’une syllabe à l’autre,
- l’intensité de la voix, qui tend à être plus élevée que l’intensité moyenne de la voix dans le français couramment parlé en Île-de-France.

### République centrafricaine

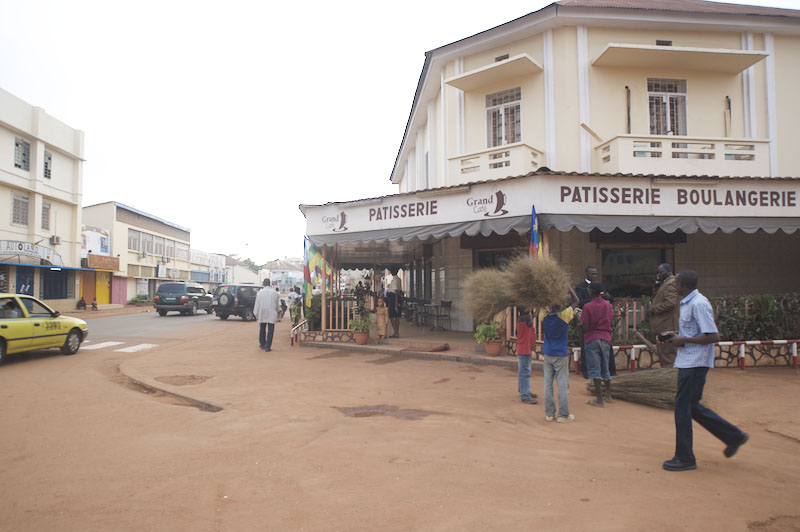
Une pâtisserie à Bangui

Le français est langue officielle en Centrafrique, au côté du sango.
Il est la première langue officielle du pays depuis l'indépendance de 1963 et est parlé par environ 30 % de la population.
La Centrafrique partage le français avec quatre de ses cinq voisins directs (Cameroun, Congo-Kinshasa, Congo-Brazzaville et Tchad), mais son français n'est pas dénué de variétés localisées, grâce aux influences des quelque 60 langues régionales et locales pratiquées oralement à travers le pays.
En dehors du cercle familial, c'est sur les écriteaux, les annonces, les publicités et la presse que se rencontre quotidiennement, le long des artères, sur les échoppes et les super marchés et sur les façades des immeubles administratifs, une variété mésolectale du français centrafricain.
À partir des années 1890, le français est imposé par le système éducatif colonial mis en place dans l'Oubangui-Chari, qui deviendra en 1960 la République centrafricaine. Pendant cette période de la première moitié du XXe siècle, se développe une forme de français que P.Alexandre définit comme français tiraillou ou français tirailleur, en hommage aux nombreux tirailleurs sénégalais qui formaient les rangs de l'armée française à cette époque. L'académique Jean-Pierre Caprile ajoute :

« Ce français est probablement originaire d'Afrique occidentale et on peut supposer qu'il a été introduit par l'armée française. En effet, si les officiers étaient originaires de la métropole, les hommes de troupe, eux, étaient des africains, des « Sénégalais ». Ces « Sénégalais », vraisemblablement originaires de l'Afrique de l'Ouest sinon du Sénégal, ont dû jouer le rôle d'intermédiaires entre la population et les administrateurs »

Il y a néanmoins un paradoxe intéressant concernant la période coloniale en Centrafrique : le type de français militaire décrit ci-dessus ne s'est que peu développé en dehors de son usage professionnel. En fait, il existait en parallèle un langage véhiculaire local, le sango, qui s'est développé avec le français en Centrafrique. Dès 1918 Félix Eboué le décrivait ainsi : 

« Du sango, il n'y a rien à dire, si ce n'est que c'est « la langue commerciale de l'Oubangui-Chari », non pas certes, créée de toutes pièces comme l'espéranto, mais un idiome dérivé d'un dialecte du groupe sango-yakoma, où les mots d'origine étrangère sont nombreux et auxquels les premiers rapports entre européens et indigènes ont donné naissance. »

On pourrait ainsi avancer que l'usage du sango fut particulièrement répandu, voire encouragé, pendant la période coloniale. Le paradoxe étant que le sango, en tant que langue, a beaucoup plus profité de la colonisation que le français lui-même.
Depuis les années 1960, on observe un phénomène fort et régulier d'appropriation de termes français en sango ; par exemple : 
« Mbï descend na Bangui » pour « Je descends à Bangui ».
« Mbï saper saper » pour « Je me suis bien habillé(e) »
ou encore « Système tî â congolais » pour « La mode congolaise »
Le français centrafricain se caractérise donc par une influence du substrat sango.
- Sa syntaxe s'en trouve modifiée et l'on peut en trouver trace dans des phrases ou expressions de la vie quotidienne :

« je lave l'eau », « boire la pipe » (« fumer la pipe ») ou encore « l'homme de vol » (« voleur ») etc. Ces exemples étant des traductions mot à mot d'expressions de tournures de phrases typiquement sango.
- L'on trouve également l'emploi fréquent de « déjà » pour traduire une action accomplie :

« il est déjà là », signifie que la personne est arrivée, même si on l'a attendue longtemps.
- On notera certains calques, révélant une conception syntaxique propre au français centrafricain :

on dira volontiers « la maladie l'a attrapé », traduction littérale du sango « kobêla a gbû lo », au lieu de « il est malade ».
- Dans le lexique, on utilisera facilement des préfixes ou suffixes français pour former des adjectifs à radical sango :

« immaiable » (mâ signifie « entendre »), « inkuiable » (kui : « mourir »), « mafouteux » (mafuta : « huile/graisse »).
Outre ces particularismes propres à la Centrafrique, le français y partage des expressions et mots communs avec des pays voisins, comme : « deuxième bureau » (maîtresse), « roue de secours » (« femme de rechange ») ou encore « refrains oubliés » (épouses délaissées).
D'un point de vue littéraire, la Centrafrique est le seul pays d'Afrique à être le cadre de deux romans récompensés par un prix Goncourt : Batouala (1921) de René Maran et L'État sauvage (1964) de Georges Conchon. De plus, une partie du roman Le Vol des cigognes de Jean-Christophe Grangé (1994) se déroule en Centrafrique.

### Comores
Au 1er trimestre 2014, l'encyclopédie Wikipédia en langue française est la plus consultée aux Comores avec 89 % des pages vues, devant celles en langue anglaise (7 %) et en langue arabe (4 %).
En mai 2014, la langue française est la plus utilisée dans les posts sur Facebook avec 100 %, devant la langue anglaise (8 %) et la langue arabe (4 %).
Cependant, l'accès à Internet est très limité dans le pays, vu la grande pauvreté : environ 3 500 personnes ont accès à Internet, surtout l'élite du pays, et les ressortissants étrangers (dont les touristes de passages, dont des touristes anglophones), et les coopérants (le plus souvent francophones).
Langue administrative, le français n'est la langue maternelle que d'un très faible pourcentage de locuteurs comoriens. Dans l'Union, les familles Sabénas parlent aussi le malgache, en tant que langue maternelle. Les Indiens musulmans, de différentes obédiences chiites, présents sur ces îles parlent en outre leurs langues d'origine, apparentées au gujarâtî.
Les plus anciens maîtrisent peu le français. En revanche, les plus jeunes le parlent tous. C'est en effet une langue essentielle pour les études. La situation est donc contraire à celle de Madagascar.

### Congo
En république du Congo, le français est la seule langue officielle et la langue véhiculaire majoritaire ainsi que la langue maternelle pour une forte proportion de congolais, particulièrement dans les régions côtières et à Brazzaville.
En raison des guerres civiles qui ont secoué le pays, le français est devenu une langue-refuge pour les différentes factions armées. Ainsi, les locuteurs qui ne maîtrisent pas le kituba (au sud), ou lingala (généralement au nord), voire le kikongo, préfèrent s'exprimer en français pour des raisons «de sécurité», de peur de révéler leur origine ethnique. Les Congolais préfèrent ainsi passer au français, perçu comme plus « neutre ».
La particularité du français au Congo vient de la nature composite qu'il a pris dans la région. Et plus particulièrement de l'alternance codique entre le vocabulaire du français normatif, enseigné en classe, et le vocabulaire des diverses langues bantoues qui représentent la majorité des autres langues véhiculaires dans le pays.
D'après Édouard Ngamountsika (enseignant-chercheur à l'université Marien-Ngouabi de Brazzaville) on ne relève quasiment pas de singularité syntaxique dans le français congolais, par rapport au français normatif, ou académique. C'est donc un français assez littéraire qui y est globalement parlé.
Mais des variétés parlées, locales, doivent être relevées. Par exemple, il existe un français oral à Brazzaville, différent de celui parlé dans d'autres métropoles francophones d'Afrique. Cependant, le français académique reste un curseur très puissant et partagé, tant dans le système éducatif que dans la vie quotidienne et professionnelle.
Il peut-être intéressant de signaler l'usage fréquent d'interjections mélodiques. Au Congo, l'échelle sonore et le ton sont d'importants déterminants dans le sens de l'expression d'une phrase, marquant, plus que tout autre trait proprement lexical, son individualité par rapport à d'autres formes de français africains. On notera, parmi les principaux exemples sonores typiquement congolais : l'expression d'étonnement, l'expression de dépréciation, le rappel faisant suite à un conseil non suivi, l'expression d'un refus catégorique, l'expression du doute ainsi que l'expression de stupéfaction.
Des mots et expressions francophones particuliers se sont créés ou ont été détournés au Congo-Brazzaville, tels : ambianceur (homme affectionnant les fêtes, les boites de nuits et qui sait mettre de l'ambiance), apollo (conjonctivite), boire (faire une mauvaise prestation, s'applique particulièrement dans le milieu estudiantin), bordelle (prostituée), bouchard(e) (grande gueule), deuxième bureau (partenaire féminin, maîtresse), cabanon (asile psychiatrique), cafouillage (tricherie, méthode déloyale), chicotter (frapper, battre quelqu'un à l'aide d'une chicotte), coup-d'état (séduire/conquérir la partenaire d'un ami), démokoussé (personne de petite taille), diacre (jolie jeune femme, ou petite amie), du bruit ! (silence !), emprofito-situationiste (opportuniste, arriviste), fièreux (orgueilleux(se), vantard(e)), foula foula (minibus du secteur privé desservant les secteurs urbains), go (petite copine, nana), homo (homonyme, aucune confusion possible avec le mot homosexuel dans le français parlé au Congo-Brazzaville), insolencer (se montrer insolent envers quelqu'un, injurier), katizer (se faufiler dans une foule, prendre un raccourci), lancer (mettre des habits neufs/nouvellement acquis, se mettre sur son trente-et-un), malafoutier (personne chargée de la récolte du vin de palme), moundélé (personne à la peau blanche), momie (petite amie, nana), nganda (bistrot, bar des quartiers populaires et cités), ofèlè (gratuitement, offert), phase(s) (manière de se comporter destinée à tromper ou à éviter quelqu'un), quitte-là ! (va-t'en, fiche le camp), siester (faire la sieste), squiveur(euse) (personne qui évite les rencontres ou qui n'assume pas ses responsabilités), tontine (ristourne mise en place par un groupe de personnes pour leur propre intérêt), tsaï ! (onomatopée exprimant la fuite d'une personne), varier (se mettre en colère), viveur (noceur), yanké (bandit, loubard), youma (personne sans courage, incapable, timide, sans dignité, poule mouillée).

### République démocratique du Congo
Le français est la principale langue véhiculaire du Congo-Kinshasa. Il y cohabite avec quatre langues nationales : le lingala, le kiswahili, le tshiluba et le kikongo. Il est employé au travail et dans l’administration dans le pays en général et à Kinshasa en particulier. Certains linguistes jugent que les artistes, journalistes et écrivains optent de plus en plus pour les langues nationales et estiment que l’inventivité des Congolais est telle que le français a été apprivoisé par les langues nationales (et inversement) au point de produire une sorte de « créolisation » riche, féconde et populaire du français.
On peut observer une situation unique des langues africaines en RDC, la double diglossie : français-langues nationales et langues nationales-langues vernaculaires. Mais une étude de 1990 montrait que le français n'était déjà pas considérée comme une langue étrangère par la population lettrée de RDC dans les années 1980, bien que le français de RDC diffère du français appelé « international » ou « standard » à cette époque.
C’est surtout au plan lexical et sémantique que se révèle la créativité originale des locuteurs congolais. Des termes dérivés ou composés, des calques ou emprunts à des langues congolaises.
C’est depuis l’époque coloniale que le français a adopté des termes, généralement avec modification de sens (du portugais capita; de l’anglais boy, du swahili safari, du lingala potopoto, du kikongo noko), et qui sont encore en usage à ce jour.
Depuis l’indépendance en 1960, chaque période contemporaine amène son lot de néologismes, parmi lesquels nous épinglons ceux qui suivent : article 15 (débrouille), abacos (veste à col imité de Mao Zedong), pembéniser (reléguer, écarter), deuxième bureau (maîtresse), salongo (travail collectif de salubrité), quado (réchapeur de pneumatique usé), coupage (somme d’argent remise au journaliste en reportage), phaseur ou chégué (enfant de la rue), londonienne (tapineuse), on ne sait jamais ou intervention rapide (sachet pour ramener des victuailles fortuites au foyer), ndombolo (danse des années 90), perdiemisé (homme politique avide de corruption, en quête de per diem), taupage ou tauperie (pratique d’infiltration pour espionnage dans un parti politique), salomon (qui dort au salon), coller (décerner un titre académique), biper (séduire par des vêtements sexy).
Ces créations lexicales peuvent susciter un certain nombre de questions linguistiques tant sur la formation des mots que sur les langues en présence. Ainsi, la formation de deux fois te (sans pareil) et de nzombo le soir (but marqué dans les minutes ultimes d’un match) juxtapose deux langues; éventrer le boa (déballer) est sans conteste un calque de langue africaine; faux tête (passager non payant) et coup de main (femme de ménage occasionnelle) s’appliquent respectivement à des hommes et aux femmes, d’où la difficulté de manier le genre grammatical français; kuluna (jeune agressif membre d’une bande de quartier, dérivé en kuluneur) est emprunté au portugais; béiste (informateur) dérive du sigle B.I. (bulletin d’information); enfin, les conducteurs de taxi-moto sont désignés différemment à Kinshasa (wewa) et à Lubumbashi (manseba), tous deux termes empruntés à la langue tshiluba.

### Côte d'Ivoire
En Côte d'Ivoire, le français est la langue véhiculaire majoritaire. Seule langue officielle du pays, elle est aussi la langue maternelle de nombreux ivoiriens, notamment à Yamoussoukro, la capitale du pays, ainsi que dans le sud et la région de la capitale économique, Abidjan, une des plus grandes métropoles francophones d'Afrique.
En tant que tel, le français est devenu une langue ivoirienne, acclimatée au contenu de la vie quotidienne à travers le pays. En effet, près d'un tiers des ivoiriens l'utilisent comme langue familiale exclusive, en plus de son utilisation professionnelle et administrative.
Il existe cependant trois variétés de français parlé en Côte d'Ivoire : le français populaire ivoirien, le français des scolarisés et le nouchi.
Le nouchi est une variété de français qui s'est développé premièrement à Abidjan. Certains l'isolent pourtant de la langue française en ce que les enquêtés qui y font allusion le considèrent en tant que langue. Ce parler nouchi est en fait l'argot le plus récent de Côte d'Ivoire. Le nouchi arrive sur la scène linguistique ivoirienne dans les années 1980, par les milieux de la délinquance abidjanaise. Il se diffuse rapidement à toute la jeunesse du pays, notamment à travers les musiques populaires, la chanson, le rap. L'introduction du nouchi n'est cependant pas à l'ordre du jour dans les écoles et il reste du domaine informel et familial.

### Djibouti
Les deux langues officielles de la république de Djibouti sont le français et l'arabe. Le français est également la principale langue de la scolarisation, du primaire à l'université, à côté d'une filière arabophone.
En mai 2014, le français est la langue la plus utilisée dans les posts depuis Djibouti sur Facebook avec 82 %, l'anglais est deuxième avec 14 %, et l'arabe troisième avec 4 %.
En décembre 2014, l'encyclopédie Wikipédia en langue anglaise est la plus consultée à Djibouti avec 67 % des pages vues, sans doute surtout par les soldats américains présents sur place, mieux équipés en connexion internet que le reste de la population. La version française est la 2e plus consultée avec 24 % des pages vues, suivie de l'arabe avec 14 % et enfin la version somalie avec 1 % des pages vues[4]

### Égypte

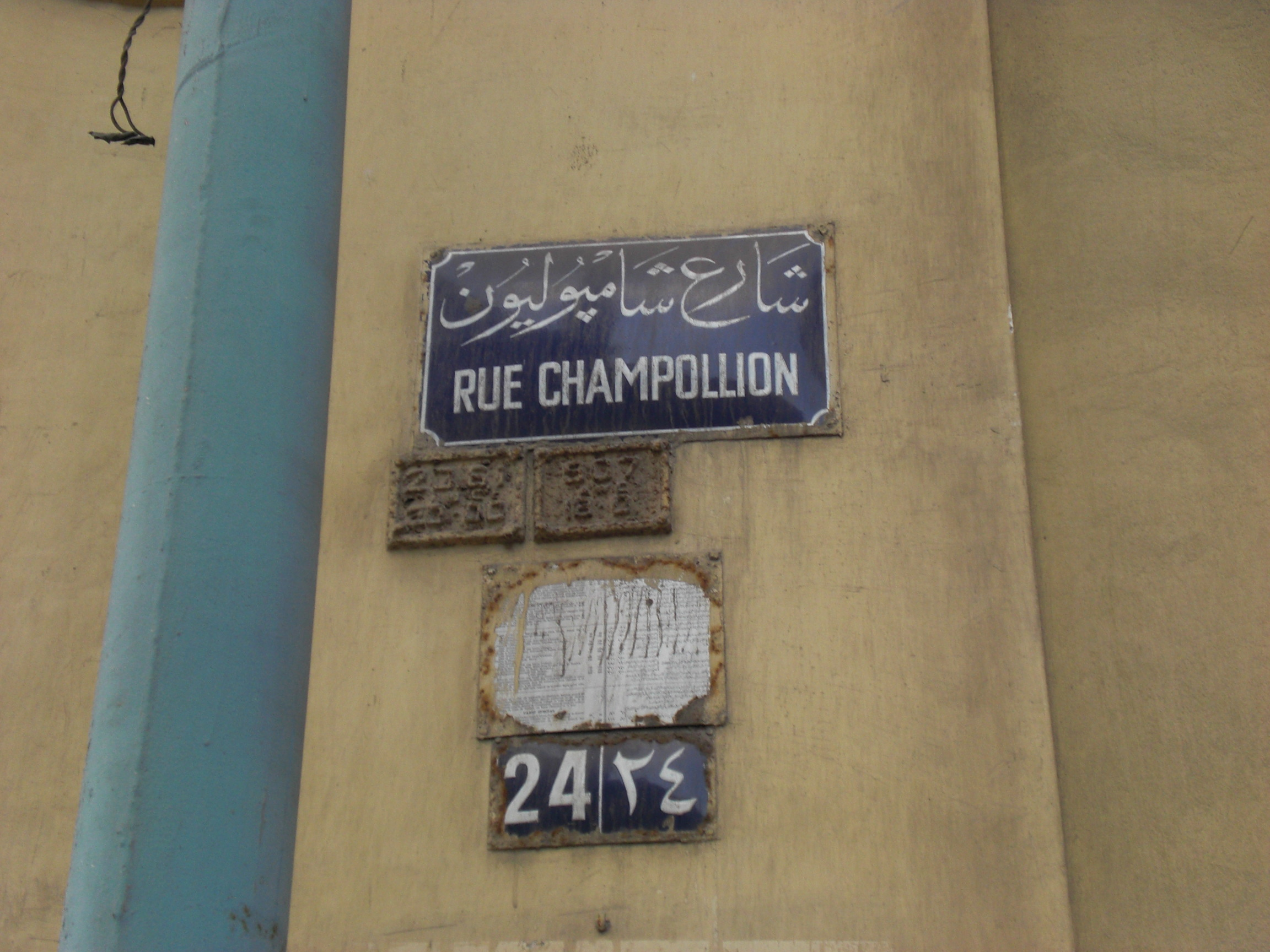
Inscription en arabe et en français, rue Champollion à Alexandrie

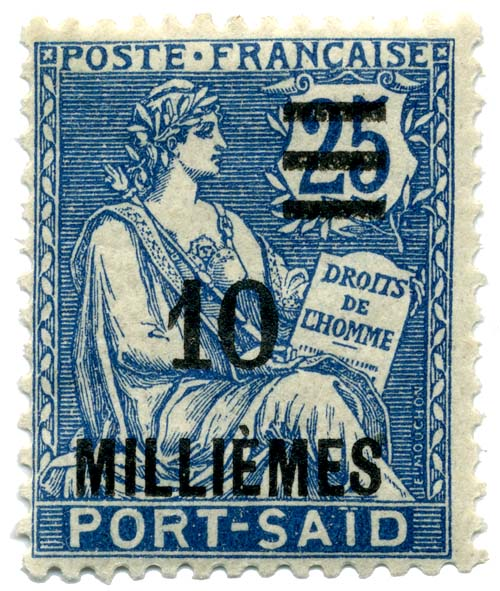
Photo d'un timbre français d'Égypte, du bureau de Port Saïd, 1925

Le français en Égypte n'est pas une langue officielle. Néanmoins, il est enseigné largement à travers la population estudiantine. La ville d'Alexandrie abrite l'université francophone internationale Sédar Senghor. Pour la majorité des locuteurs francophones d'Égypte, le français n'est donc plus une langue maternelle, ni même une langue seconde. Le français y a largement le statut de langue étrangère, apprise à l'école.
Les transferts linguistiques s'opèrent majoritairement de l'arabe dialectal au français parlé.
Un premier aspect commun au français pratiqué en Égypte, particulièrement en situation scolaire, est celui de l'alternance codique. Cette alternance s'exprime concrètement dans l'alternance de termes arabes et français utilisés en français :
Exemples :
- el-triangle (pour : le triangle)
- tab, w-el-hauteur ? (pour : bon, et la hauteur ?)
- el-hauteur, elle heyya perpendiculaire (pour : la hauteur est perpendiculaire)
- akhtar masan les deux plus petits côtés (pour : je choisis les deux plus petits côtés)

On remarquera que le déterminant dans une phrase en français d'Égypte se fait souvent en arabe dialectal. Dans certains cas, le déterminant est inexistant. On peut interpréter cette construction typiquement égyptienne comme la résultante de la situation scolaire, où l'objet de savoir est l'élément clé du passage de connaissance en français, et non la construction de phrase.
La pratique de ces formes d'alternance se poursuit aussi bien au niveau universitaire, dans les sections francophones. Ces particularités langagières ont parfois été comparé à la construction d'un créole, car il ne s'agit pas d'un état ponctuelle ou transitoire de la langue, mais bien d'une pratique habituelle et constante réalisé par des locuteurs différents, sur un territoire historique.
L'alternance codique avec l'arabe y constitue également un choix délibéré d'expression, comme chez d'autres populations francophones du maghreb et du machrek.
Exemples :
- bastakhdem el-français camouflage (pour : j'emploie le français comme une forme de camouflage)

ou
- la langue française beteddi shakl mokhtalef (pour : la langue française donne un autre aspect des choses)

Ces exemples peuvent aussi bien représenter des cas d'utilisations sociales non-scolaires.
Dans les cas de phrases complètement en français, le sens de certains mots peut être modifié au profit d'un sens similaire à l'arabe dialectal (a.d.).
Exemple :
- Je ne « donne » pas beaucoup de temps pour lire (en a.d. yiddi se traduit littéralement donner, il prend ici le sens de consacrer)

Autres cas, des interférences avec l'anglais peuvent être observées dans le parler francophone d'Égypte. Ainsi attractive peut signifier séduisante, révenger peut prendre la place de venger et ils sont en état de « reste » éternel signifie que leur « repos » est éternel.

### France (Réunion, Mayotte et TAAF)
Le français réunionnais est celui qui rassemble le plus de population parmi les 3 territoires de France dans l'océan Indien, au large des côtes africaines.
Survivances dialectales, diglossie et néologismes est ce qui caractérise la particularité du français dans le département de La Réunion.
On remarquera un écart avec le français de métropole dans l'emploi du subjonctif.
Dans Le français de la Réunion, inventaire des particularités lexicales, Michel Beniamino remarque :

« le français canadien et le français réunionnais sont, plus directement que le français populaire, les continuateurs du français parlé au XVIIe siècle, non pas la langue des personnages de Racine, mais celle de l'homme du commun »

L'histoire de l'île (inhabitée avant sa colonisation) et de ses langues est marquée par un peuplement ancien de colons venus notamment de l'Ouest de la France métropolitaine, auxquels se sont ajoutés, vers le début du XVIIIe siècle, des esclaves venant des côtes du continent africain et de Madagascar. Les esclaves fraichement arrivés sur l'île apprennent des variétés approximatives de français parlé par les esclaves créoles qui encadraient les « noirs de pioche » et qui, en 1709, représentaient 40 % de la population servile.
Cette phase constitue donc une modification importante dans la relation entre francophones (colons blancs venus de métropole) et non-francophones (colons noirs, créoles...). Ces approximations d'approximations entraîneront la naissance et l'autonomisation progressive du créole réunionnais tel que nous le connaissons.
Dans le département de Mayotte, c'est avec une langue du groupe swahili, le mahorais, que le français partage le quotidien.
Quant aux Terres australes et antarctiques françaises (TAAF), le français métropolitain y est majoritairement parlé par des militaires, des scientifiques, des artistes et des touristes venus de métropole.

### Gabon
La langue officielle du Gabon est le français. Elle est la langue de l'enseignement, de la justice et de l'administration et joue un rôle d'unification pour le pays. 80 % de la population du pays est capable de s'exprimer en français. Il s'agit de la plus forte proportion de tous les pays du continent africain. Selon l'Organisation internationale de la francophonie, en 2010, 99 % des habitants de la capitale Libreville savent lire, écrire et parler français et un tiers l'ont comme langue maternelle.

### Guinée
Le français y est la seule langue officielle, mais la position d’isolement politique qu’a connu la Guinée depuis la période des indépendances jusqu’en 1984, date de la mort de Sékou Touré, marque le visage de la variété guinéenne du français, en laissant parfois des traces lexicales visibles de ce passé intérieur mouvementé.
Les langues locales qui ont influencé et continuent d'influencer l'usage du français en Guinée sont de deux natures :
- le groupe ouest-atlantique (ou sénégalo-guinéen) dont relèvent le peul, le coniagui, le bassari, le baga, le landouma, le nalou, le badiaranké, le temné et le kissi.
- le groupe mandé (ou nigéro-sénégalais), plus typique de l'intérieur des terres, des forêts, des plateaux et des collines, représenté par le soussou, le malinké, le toma, le guerzé, le kono, le manon, le kouranko et le jalonké.

On peut relever, parmi les centaines de mots et d'expressions en français d'origine Guinéenne : acharnément, affes, alakabon, almami (ou almamy), amanter, balafon, banco, bangala, baraf, bâta, batoula, bazin, bélentigui, bilakoro (ou bilacoro), billetage, blanc-bleu, bogonlaï (ou bogonlaye), bonagui, broussard, coépouse (ou co-épouse), condinn, coni, cora (ou kora), corté, couze, crédir, daba, dabaden, déflater, desciencé, diplomitif, -ve, discutard, diwal, djabara, djéli, douga, dra, fapa, faar, farba, fina, finie-la-joie, foka, foufafou, francose, gawa, gawlo, gbingbin, gouba, hirdé, kabissé, kagna, kakilambé, kani, kansinière, karamoko, karité, kibanyi, kilé (ou kilee), quinquéliba, kiper, lafidi, latyiri, léfa, lepi, lingué, loko, mansa, moussoucologique, naquo, navétanat, néré, nfama, nko, nyamakala, nyamou, nyébé, pédégiste, sabar, sampathié, séma, séré, soli, tama, tata, to', toubab, touchement, tuppal, wirdou, wali, wori, yankadi, yassa.

### Guinée équatoriale
Après son indépendance, l'espagnol était devenu la seule langue officielle de la Guinée équatoriale, bien que la majorité de la population parle le fang.
La Guinée équatoriale est enclavée entre deux pays francophones, le Cameroun et le Gabon, faisant eux-mêmes partie d'un grand espace dont le français est la langue officielle. De plus, la Guinée équatoriale est le seul pays hispanophone d'Afrique.
Le français a donc été adopté en 1997 comme seconde langue officielle du pays et la présidence utilise aussi bien le français que l'espagnol. Par conséquent, le français est devenu une langue d'apprentissage obligatoire dans le secondaire – bien que seulement 10 % des jeunes y accèdent.
Aujourd'hui le développement de la langue française en Guinée équatoriale est notamment défendu à travers le groupe d'amitié parlementaire France-Guinée équatoriale de l'Assemblée nationale présidé par le député Jacques Valax. La Guinée équatoriale fait partie de l'Organisation internationale de la francophonie ainsi que de l'Assemblée parlementaire de la francophonie.
De fait, la langue majoritaire de la Guinée équatoriale reste cependant l'espagnol, maîtrisé par 87,7 % de la population, souvent comme deuxième langue. L'enseignement de l'espagnol est favorisé par la politique de l'université nationale de la Guinée équatoriale, qui propose des cours d'espagnol comme langue étrangère pour des ressortissants étrangers installés en Guinée équatoriale, tandis que la possible constitution d'une Académie équatoguinéenne de la langue espagnole est en cours de discussion.
À noter que les billets de banque qui étaient autrefois uniquement en espagnol, puis en espagnol et en français à partir de l'adoption du franc CFA en 1985, sont depuis 1997 uniquement en français.

### Madagascar
Sur l'île de Madagascar, environ 20 % de la population est francophone, bien que le français soit langue officielle, au côté du malgache-merina.
Bien que le français basilectal et mésolectal soit très développé, y compris dans les villes malgaches et l'administration, il faut remarquer que, contrairement à un certain nombre de situations d'Afrique Noire, le français n'a connu à Madagascar pratiquement aucune vernacularisation. En revanche, le malgache n'a un statut de langue véhiculaire qu'à l'intérieur du pays et il n'a quasiment aucun poids à l'échelle internationale. Le français a donc totalement pris en charge la fonction de langue d'échange avec l'étranger.
On observe donc une situation de diglossie encore importante. Certains termes quotidiens, notamment publicitaires, sont tirés du malgache. La pratique de la religion est également quasi-exclusivement faite en malgache.
Le « varena » est un mélange de français et de malgache, où notamment les radicaux français sont conjugués en malgache.
À travers le pays, on peut observer une simplification du français oral, qui tend à faire disparaitre certaines oppositions vocaliques dans certaines positions. Ainsi, /ɛ/ a tendance à être réalisé [e], /o/ est réalisé [ɔ] et /a/ est prononcé [ɑ], dans certains mots du moins. De même, certaines oppositions consonnantiques du français s'effacent. C'est le cas des couples /ʒ/ - /z/, /ʃ/ - /s/, dont les phonèmes sont souvent confondus par les locuteurs malgaches. Enfin, le « schwa » est parfois réalisé [e].
La prosodie des régiolectes français de Madagascar a été peu documentée et elle varie en outre selon la région de Madagascar dont est issu le locuteur. On peut néanmoins avancer une tendance à l'allongement de la première syllabe d'un mot, suivi d'une accélération de débit caractéristique.
Dans les habitudes syntaxiques, on remarquera :
- la pronominalisation de certains verbes, exemple : 'se divorcer'.
- l'annulation de l'obligation formelle d'emploi du subjonctif, ex : « Il n’est pas exclu que les trois types d’accords : restrictifs, libéralisés et partiellement libéralisés peuvent coexister »
- l'hypercorrection, ex : « En tout cas, ce n’est vraisemblablement pas ainsi que le président, lui non plus, conçoive le développement ».

En outre, on observe des écarts qui sont manifestement des « interférences » du malgache. En particulier concernant les règles de la concordance des temps. Cela relèverait d'un type d'énonciation propre au locuteur malgache, explicable seulement à partir de sa perception de l'acte d'énonciation. Tout se passe comme si la position du locuteur par rapport à son énoncé, autrement dit le temps du locuteur, n'était pas déterminé une fois pour toutes, mais changeait en cours d'énoncé. On notera deux exemples concrets dans la presse nationale :

« De région en région, les salles ont été pleines à craquer et ont eu une grande affluence dès que le film est à l’affiche. »

 (Madagascar Tribune, 6 janvier 2005)

« Deux cyclistes en tandem sur une même bicyclette ont eu un accident le 1er janvier. Celui qui a pédalé est mort sur le coup. »

(L'Express de Madagascar, 4 janvier 2006).

### Mali
- sur le français du Mali, il y a eu plusieurs études, par exemple :
- Miriam Cissé, Particularités du français écrit et parlé au Mali, mémoire de maîtrise, université de Nice, 1980.
- Louis-Marie Sidibé, Matériaux pour un inventaire des spécificités lexicales du français au Mali, mémoire de maîtrise, université de Nice, 1981.
- Ambroise Queffélec et Francis Jouannet, Inventaire des particularités lexicales du français au Mali, Nice, AELIA- lNaLF-CNRS, 1982, 273 p.
- Khalifa Issoko, Le français au Mali, recherches lexicales et sociolinguistiques, mémoire de maîtrise, université de Nice, 1982.
- Julienne Diarra, Recherches en vue d'un inventaire des particularités du français parlé au Mali, mémoire de maîtrise, université de Nice, 1983.
- Nazam Halaoui, « L'expression du manding dans le français d'un roman africain », BOFCAN, 5, 1984, pp. 179-191.
- Ghislaine Perrin, La langue française au Mali, Paris, Commissariat général de la langue française, Institut de recherche sur l'avenir du français, 1984, 94 p.
- Mahamady Sidibé, Étude sociolinguistique d’un journal malien d’expression française : Les Échos, mémoire de DEA, université de Paris III, 1992.
- Gérard Dumestre, « La dynamique des langues au Mali : le trinôme langues régionales-bambara-français », in Dumestre, G. (éd.), Stratégies communicatives au Mali : langues régionales, bambara, français, 1994, pp. 3-11.
- Ingse Skattum, « La presse écrite au Mali : un état des lieux », in Dumestre, G. (éd.), Stratégies communicatives au Mali : langues régionales, bambara, français, 1994, pp. 309-360.
- A. Dagnac, « Français d'Afrique, norme, variation : le cas de la presse écrite en Côte d'Ivoire et au Mali », doctorat, Toulouse, université de Toulouse II Le Mirail, 1996.
- Cécile Canut, « Syntaxe de l’oral et spécificités sémantico-énonciatives du français parlé au Mali », Le Français en Afrique,12, 1998, pp. 63-73.

- sur l'influence du français sur le bambara, principale langue véhiculaire au Mali et dans les régions proches, quelques indications rapides:
Dans le langage courant, on note une compétition entre les termes d'origine française et les termes ou néologismes bambara, même solidement ancrés : tɛrɛn (train) au lieu de sisikurun (la pirogue qui fume), awiyɔn (avion) au lieu de pankurun (la pirogue qui vole), tele au lieu de jabaranin (la petite boîte à images), etc. Les phrases sont souvent ponctuées de béquilles empruntées au français comme wala (voilà), pasɛkɛ (parce-que), « ou bien », alors que les interjections ou conjonctions équivalentes ne manquent pas! A l'inverse, on peut trouver des mots bambara ou d'autres langues de la même famille (malinké, dioula) qui ont trouvé leur place dans le français (cf. Guinée ci-dessus).
L'influence de la grammaire sur le bambara se sent moins, elle est plutôt visible dans les journaux d'expression bambara (Jɛkabaara, Kibaru), surtout quand il s'agit de traductions d'articles en français (Les Echos).
- Par exemple dans la marque du pluriel, qui en bambara n'est pas marqué dès que le contexte permet cette économie 
- Par exemple dans les subordonnées relatives qui, en bambara classique, ne se trouveraient pas à droite introduites par le pronom min : 
Ne bɛ saga kelen di a ma, min bɛsegelen. (je te donne un mouton qui boite) 
au lieu de : Ne bɛ saga min di a ma, o bɛ segelen.
... ou encore pour les subordonnées relatives « enchassées » dans la principale, comme souvent en français : 
Wulakɔnɔbaarakɛla bɔ man di nɔgɔ la [ kan wɛrɛ la [ a bɛ min faamuya kosɛbɛ ] kɔ. ] (L'ouverture du paysan au progrès n'est pas facile, sauf dans une autre langue qu'il comprend très bien.)
mais ce dernier cas est sujet à caution : on peut trouver ce style de construction rare dans les épopées et autres textes naturels.
Gérard Dumestre a étudié ce domaine (quelques détails à venir).
A l'inverse, la grammaire française peut poser problème à un locuteur de bambara peu formé au français dans certaines situations, par exemple l'hésitation à employer « si » ou « quand » (conjonction unique en bambara : ni) et le temps du verbe correspondant.
On notera également l'influence néfaste de l'orthographe française sur l'orthographe bambara naissant (années 1960) : la graphie « mousso » est fréquente, au lieu de « muso » (femme), « gni » au lieu de « ɲi » (bon), etc. induite par la présence de clavier français à l'exclusion de tout autre sur les appareils d'usage courant (ordinateurs, smartphones).

### Maroc
Bien que le français n'ait pas été officialisé constitutionnellement, le français est largement appris et partagé par la population marocaine. On y apprend le français à partir de la première année de primaire. En 2004, environ 10 millions de marocains étaient francophones quotidiens. Chiffre qui représentait environ 40 % de la population alphabétisée à l'époque.
Le français marocain connait une forte influence extérieure du fait du biculturalisme ambiant qui s'exerce au Maroc.
On observe 4 sous-branches du français pratiqué au Maroc : le français dit « basilectal », des catégories les moins alphabétisées; le français basilectal des lettrés arabisés, comprenant une forte proportion d'arabe dialectal; le français mésolectal, celui utilisé dans la presse et par la majorité des employés; et enfin, le français élitaire, acquis dans les écoles françaises ou à l'étranger.
La variété mésolectale du français est la langue de la presse et des médias mais aussi de tous ceux qui travaillent encore en français : employés de banques, enseignants, cadres administratifs, etc.
Certes, une circulaire du 11 décembre 1998 du Premier ministre (parue dans le Bulletin officiel) interdit d’utiliser dans les correspondances administratives à usages interne et externe d’autres langues que l’arabe. Elle n’a cependant pas empêché les échanges informels de continuer à se faire en français et pour les plus formels de continuer à emprunter la voie du bilinguisme français-arabe.
Des arabismes locaux peuvent être notés : toubib/toubiba (masculin et féminin pour « docteur »), super-toubib (« professeur en médecine »), henné.

### Maurice
L'utilisation du français à Maurice remonte à 1715 et à son occupation par les Français, venus de l'Île Bourbon voisine. Ainsi, le français mauricien connut des changements et variétés divers, que l'on parle du français « royal » au XVIIIe siècle, ou bien de ses variétés régionales (breton, poitevin, normand etc.) parlées à la même époque, ou bien encore de sa créolisation future grâce aux générations successives d'esclaves immigrés sur l'île depuis les côtes africaines et La Réunion.
Grâce à sa situation géographique au milieu de l'Océan indien, le français mauricien a bénéficié d'influences linguistiques venant du tamoul, de l'arabe, de l'anglais, du cantonais et de diverses langues africaines (par exemple bantoues et swahili).
Il existe une forte diglossie créole-français à Maurice, car il était estimé en 1990 qu'environ 65 % de la population parle créole en langue maternelle, 60 % le français en seconde langue et 50 % l'anglais en troisième langue ; avec un total de 70 % de la population sachant lire et écrire en français.
On observe quelques particularités de prononciation dans le français mauricien, notamment une plus grande ouverture des voyelles « o » et « a ».
exemple : 
- rose = [rɔz]
- jaune = [ʒɔn]
- mauve = [mɔv]

Une prononciation accrue du « schwa » : 
- « Je ne sais pas si je viendrai demain » = [ʒə nə sɛ pa si ʒə vjɛdre dəmɛ] (contrairement au français métropolitain nordique qui tend à l'effacer)

Il existe également des spécificités dans la prononciation des consonnes, comme « p » et « r » :
- français dit « standard » : « je pars au bord de la mer » = [ʒə par o bɔr d(ə) la mɛr]
- français mauricien dit « blanc » : « je père au bœur de la mer » = [ʒø per o bœ:r dø la me:r]
- français mauricien dit « créole » ou « gens-de-couleur » : « je por au bord de la mer » = [ʒø por o bo:r dø la me:r]

On observe une substitution courante de l'auxiliaire « avoir » avec « être »; exemple : 
- J'ai passé chez toi hier

En outre, sans être totalement un créole, le français mauricien (ou morisiyen) se distingue par l'emploi de mots formés à Maurice depuis plusieurs siècles. Exemple de phrase-type du quotidien : « Ayo j’ai mari faim ! Attends-moi au bus-stop un coup, je vais acheter une paire de dholl-puri, je reviens ».

### Mauritanie
Fruit du colonialisme, les langues européennes sont toujours présentes sur le continent africain. La Mauritanie n'échappe pas à la règle.
Le français a été la langue coofficielle de la Mauritanie aux côtés de l'arabe jusqu'en 1991.
La Mauritanie était observatrice de l'Assemblée parlementaire de la francophonie depuis 1975; elle en est maintenant membre depuis 1995. Le pays est également membre de l'Organisation internationale de la francophonie depuis 1980.
Les régions mauritaniennes de Dakhlet Nouadhibou, Gorgol et de l'Inchiri sont membres de l'Association internationale des régions francophones.
La Mauritanie est un membre de la francophonie. Une grande partie de la population parle français. Le rapport historique privilégié avec la France est toujours au goût du jour, même si la Mauritanie a fait le choix de l'arabisation et a institué l'arabe comme seule langue officielle dans sa constitution de 1991.
D'après des chiffres fournis par le gouvernement mauritanien à l'OIF, il y avait en 2003, et sur 3,1 millions de personnes, 167 399 (5,4 % de la population totale) francophones et 155 000 francophones partiels (5 %). De plus, d'après le dernier rapport de l'OIF sur la francophonie, on observe une très forte croissance du nombre d'apprenants du français en Mauritanie, suivant en cela une tendance générale du Maghreb. Actuellement, 300 000 élèves sont scolarisés dans une école bilingue (dont l'une des langues est le français) du primaire et 16 111 dans le secondaire, sans compter les élèves apprenant le français dans le cadre d'une scolarité normale.
Les chiffres de 2010 montrent une nette augmentation puisque le nombre d'élèves scolarisés dans une école bilingue se porte à 434 181 dans le primaire, 519 824 dans le secondaire et 16 000 à l'université. Ces progrès sont dus à la plus grande généralisation de la scolarisation bilingue français-arabe. Quant aux personnes considérées comme francophones selon le dernier rapport de l'OIF (personnes sachant lire et écrire le français), on compte 429 000 personnes soit 13 % de la population totale ou 18 % de la population âgée de 10 ans et plus. D'après ce rapport, la Mauritanie est l'un des pays où les progrès du français sont les plus sensibles.
À Nouakchott, la capitale, 50,7 % des habitants savent lire et écrire le français et 49,4 % savent le parler et le comprendre.
Au décembre 2014, l'encyclopédie Wikipédia en langue française est l'édition linguistique la plus consultée en Mauritanie avec 43 % des pages vues, devant celles en langue arabe (37 %) et en langue anglaise (15 %) (les autres langues réunissant seulement 5 %).
En mai 2014, la langue française est la plus utilisée dans les posts sur Facebook avec 59 %, devant la langue arabe (48 %) et la langue anglaise (11 %).
À noter que les billets de banque sont écrits en arabe sur une face et en français sur l'autre.

### Rwanda
Le français est l'une des trois langues officielles du Rwanda. Il remplissait jusqu'à 2010 le rôle de langue de scolarisation avant d'être remplacé par l'anglais.
En 2002, le français est la 2e langue la plus parlée du pays après le kinyarwanda : 3,87 % des rwandais la parlent.
En 2012, selon le 4e Recensement Général de la Population et de l'Habitat (RGPH4), 11,4 % de la population résidente de 15 ans et plus du pays est alphabétisée en français, ce qui en fait la 3e langue d'alphabétisation du pays après le kinyarwanda et l'anglais.
En 2014, selon l'Organisation internationale de la francophonie (OIF), 6 % des rwandais sont francophones.
En décembre 2014, les nouveaux billets de franc rwandais ne sont plus qu'émis en anglais et en kinyarwanda. Le français a disparu.

### Seychelles
Le français, langue du premier colonisateur pendant sept décennies, parlé par 30 %[3] de la population (53 % en incluant les francophones partiels[4]), est utilisé principalement dans la presse écrite, l'affichage commercial et les cérémonies religieuses dominicales. À noter que les billets de banque ne sont écrits qu'en créole seychellois et en anglais, mais pas en français[5].

### Sénégal

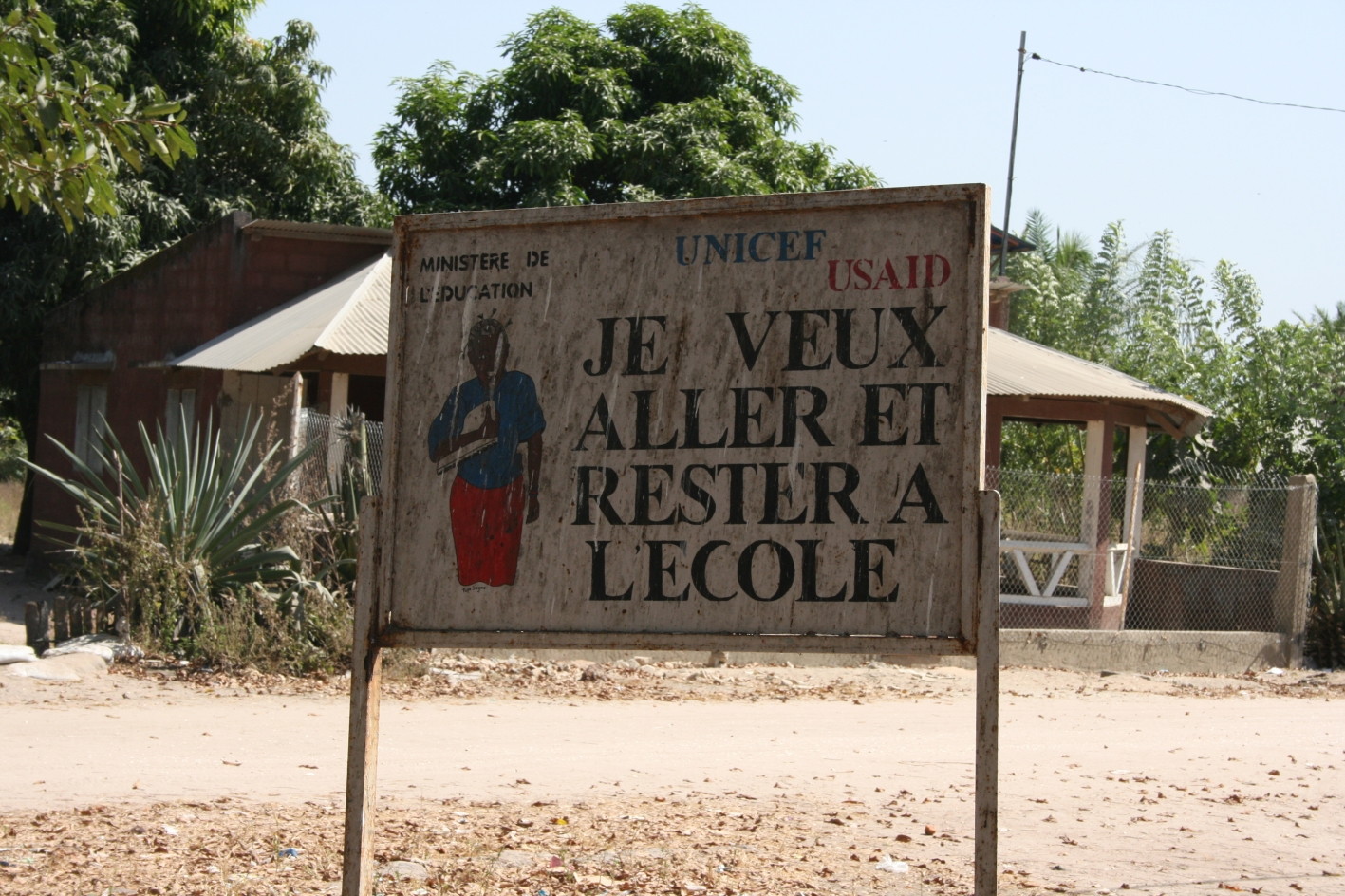
Panneau d'école à Diembéring, Sénégal

Le français du Sénégal est la seule langue officielle et une langue véhiculaire. La cohabitation du français avec les deux autres langues principales du pays (le wolof et le peul) est ancienne, graduelle et continue. Néanmoins, c'est le wolof qui prime souvent dans les échanges, vu son ancienneté en tant que lingua franca orale dans le pays. Le français y est souvent perçu comme une langue d'unification administrative (scolaire, militaire, technique et professionnelle, ainsi qu'avec les pays voisins) et un recours en cas d'incompréhension des autres langues nationales.
On observe donc un cas de forte diglossie principalement entre le français et le wolof au Sénégal, où l'un est officiel et parlé majoritairement dans les villes et l'autre non officiel mais partagé et compris par un plus grand nombre.
Dibiterie, essencerie, écritoire, tablier, sont des exemples d'emprunts formels du français au wolof, avec une grammaire d'inspiration wolof.
Le Professeur Amadou Ly, linguiste et grammairien à l'université Cheikh-Anta-Diop de Dakar, parlant de la langue poétique sénégalaise :

« Il semble que la poésie sénégalaise de langue française soit un ectophyte : elle n’est ni mangue ni abricot, étant à la fois mangue et abricot.
Mais un fruit qui n’est ni mangue ni abricot, mais qui tient des deux, n’en est pas moins un fruit. Il possède une forme, un goût, une chair qui lui sont propres, et si on peut le dédaigner pour sa propre table, on ne lui en niera pas pour autant sa réalité.
C’est le cas de la poésie sénégalaise (…), et plus généralement, de la littérature sénégalaise et africaine en langue française. »

### Tchad
Les particularités sémantiques du Tchad proviennent des néologismes régionaux observés.
Ces néologismes ont quatre raisons principales :
- le transfert de sens
- la restriction de sens
- l'extension de sens
- la métaphorisation

Ces particularités peuvent provenir d'un changement de catégorie (par exemple, des adjectifs ou participes passés employés comme substantifs : celui qui obtient son brevet est un 'breveté' etc), de genre (certains substantifs passant du masculin au féminin et vice versa : un 'cafétéria', la 'Noël'), de construction (des verbes transitifs indirects ou intransitifs deviennent transitifs directs avec un complément d'objet direct renvoyant à une personne : 'le/la dire' pour lui dire, 'l'écrire' pour lui écrire etc.).
À la différence du français qu'on peut appeler « standard », certains termes sont employés sans connotation péjorative, tels : accoutrement. Certains termes sont fréquents en français tchadien alors qu'ils le sont nettement moins en français standard, par exemple : bilharziose ou paludisme. Enfin, des mots argotiques sont repris dans un sens différent : 'clando' pour moto utilisée comme taxi sans autorisation administrative, etc.

### Togo
Selon le rapport 2014 de l’OLF, le Togo compte 39 % de francophones dans sa population[3].
Selon Couchoro[Qui ?] « Le fait notable de ces quinze dernières années, c’est, liée à tous les facteurs de développement et grâce à la scolarisation en particulier, la diffusion notablement en expansion de notre langue [le français] dans les masses populaires. La conséquence en est une appropriation du français par les peu ou pas lettrés, phénomène pratiquement inconnu autrefois. »
d'après
Isabelle Anzorge « Celui-ci le français n’est plus seulement une langue « importée » mais prend peu à peu une identité togolaise, se libérant de toutes les contraintes normatives, intégrant par là même les réalités culturelles du pays. » Cette dernière a relevé l'existence d'un français dialectal[4] : « (...) depuis la chute du taux de scolarisation due aux différents bouleversements économiques et politiques (effondrement des phosphates, dévaluation du Franc CFA, grèves universitaires faisant suite à la grève générale de 1992, climat de guerre civile depuis 1991), le français [est] devenu un outil, voire un moyen de communication privilégié de la plupart des Togolais scolarisés ou non ».

### Quelques exemples du français du Togo
- la pluie : l’argent de la bourse des étudiants de l’université.
- grèver : se mettre en grève, cesser le travail
- un zémidjan : conducteur de taxi-moto
- longtemps-longtemps : très longtemps
- Faire un accident avec une fille : mettre une fille enceinte, être l’auteur d’une grossesse involontaire

### Tunisie

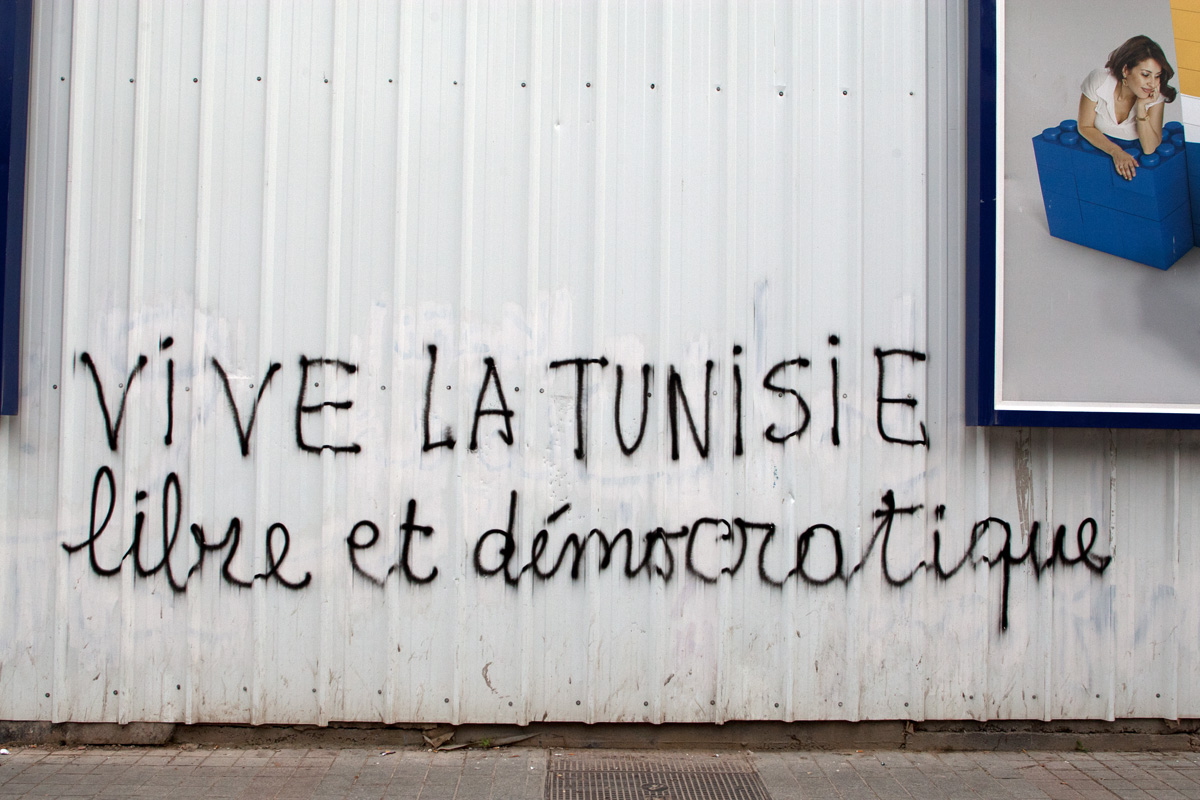
Graffiti sur l'avenue Habib-Bourguiba à Tunis en mars 2012.

Bien que le français n'y soit pas la langue officielle d'état, il y est une langue véhiculaire importante, largement utilisée dans l'administration, les entreprises, le système scolaire, le système de santé, les sciences, les médias (internet, presse, TV, radios), la diplomatie internationale ainsi que la politique intérieure. La plupart de ses habitants sont bilingues (le plus souvent arabe-français) voire trilingues.
En Tunisie, de nombreux mots du vocable de l'arabe dialectal sont donc entrés dans le lexique francophone, adaptés ou transcrits directement. Par exemple le mot aoussou, une déformation du mot août, est passé dans le lexique francophone courant.
Parmi ceux-ci : agrumiculteur, ahoua, aoula, araba, asaba, azifet, baassiste, babouchier, bachraf, bakchicher, baladya, barrah, beïa, beldi, benalisme, berbériser, béni-oui-oui, berbérophone, bey, beylical, beylik, blédard, blousa, bombolone, borma, bourguibien, nne, bourguibisme, boustan, brick, bransi, burnous, cachta, café-chanta, canoun, capucin, chaouachi, chaouch, charqui, chebka, chira, chkobba, chlaka, chorba, chorfa, chouia, choura, colback, couffin, dabgha, dallal, daouara, darbouka, douar (ou dawr), déda, takaza, delwa, déglet-nour, dégourbification, destour, dhikr, dey, diari, djellaba, djemâa, djenoun, djinn, dokkana, douar, doulma, douro, efendi, falka, fark, fatimide, fattarii, fawazir, fekia, fellagha, fellah, fellouke (ou felouque), fidaï, fezzani, flen, flouze, fondouk, fouta, francaoui, fric, frigolo, ftaïr, gachar, gandoura, gaouri, guerbaji, gasba, ghaïta, ghoul, glibette, gôor, guerba, harza, henchir, hégirien, houli, huissier-notaire, husseinite, imada, jehfa, kabbous, kadroun, katib, lablabi, louagiste, etc.
Le bilinguisme français-arabe est ancien dans le pays.
En 1842, pour répondre aux besoins de scolarité de la communauté européenne vivant en Tunisie (environ 8000 personnes), l'abbé François Bourgade crée la première école de garçons française. Parallèlement, la sœur Émilie de Vialar fonde une école de fille à Tunis. Un réseau d'enseignement francophone religieux va ainsi se développer, concurrençant le réseau italien d'enseignement, alors présent.
Pendant la première moitié du XIXe siècle, l'ouverture sur l'Europe et le monde s'effectue en partie grâce à l'apprentissage du français. C'est ainsi que Ahmed Bey crée l'École Polytechnique (devenue l'École militaire du Bardo) en 1840. L'école s'attachait notamment à introduire le français et l'italien dans son enseignement, considérés alors comme vecteurs de progrès et de modernité.